# Torricella Peligna
Torricella Peligna – miejscowość i gmina we Włoszech, w regionie Abruzja, w prowincji Chieti.
Według danych na rok 2004 gminę zamieszkiwało 1587 osób, 45,3 os./km².